# Marmo rosso di Castellammare del Golfo
Il marmo rosso di Castellammare del Golfo o, più semplicemente, rosso Castellammare o rosso Inici è una varietà rossa di marmo estratta dal Monte Inici, nel comune di Castellammare del Golfo, da cui prende il nome.

## Origine geologica
Geologicamente si tratta di un calcare giurassico ricco di fossili come ammoniti e microforaminiferi di colore rosso cupo con chiazze ocracee e rare vene di calcite spatica. È molto simile al rosso di Verona.

## Utilizzo
Il marmo rosso di Castellammare è stato utilizzato per le seguenti opere:
- altari, balaustre e rivestimento dei pilastri della navata centrale della chiesa madre di Castellammare del Golfo;
- portali del Castello di Inici;
- rivestimento parti basamentali della chiesa del Purgatorio a Castellammare del Golfo;
- altare della chiesa dell'Annunziata a Castellammare del Golfo;
- altari laterali della chiesa della Madonna delle Grazie a Castellammare del Golfo;
- lo scalone monumentale di Palazzo dei Normanni a Palermo;
- lo scalone della casa professa dei padri Crociferi annessa alla chiesa di Santa Ninfa a Palermo;
- lo scalone di Palazzo Bonagia a Palermo;
- il camino del camerone di Palazzo Valguarnera-Gangi a Palermo;
- la scala, il portico, le balaustre e il rivestimento di alcune parti basamentali di Palazzo Merendino-Costantino a Palermo;
- lo scalone di Palazzo Filangeri Cutò a Palermo;